# Alphonse Grisel
Alphonse Grisel (Párizs, 1872. december 9. – Saint-Quentin, 1942. december 13.) francia atléta, tornász, olimpikon.
Az 1896. évi nyári olimpiai játékokon indult tornában. Korlátgyakorlatban helyezés nélkül zárt.
Elindult 4 atlétika számban is: 100 méteres síkfutásban, 400 méteres síkfutásban, távolugrás és diszkoszvetésben versenyzett. Nem szerzett érmet.